# 패통탄 친나왓
패통탄 친나왓(태국어: แพทองธาร ชินวัตร Paetongtarn Shinawatra[*], 1986년 8월 21일~)은 태국의 정치인으로, 2024년부터 태국의 총리를, 2023년부터는 프아타이당 대표를 맡고 있다. 친나왓 정치 가문의 일원이며, 2001년부터 2006년까지 총리를 역임한 탁신 친나왓의 막내딸이자, 2011년부터 2014년까지 총리를 역임한 잉락 친나왓의 조카로, 탁신 가문의 세 번째 총리이다. 또한 태국 역사상 최연소 총리이며, 두 번째 여성 총리이다.
2025년 7월 1일, 파통탄은 헌법재판소에 의해 직무가 정지되었고, 부총리 수리야 쯩룽루엉킷이 태국의 임시 지도자로 취임했다.

## 생애
- 1986년 8월 21일: 수도 방콕 출생[5][6]
- 세인트 조셉 수녀원 학교, 마테르 데이 학교 졸업
- 2008년: 쭐랄롱꼰 대학교 정치학부 정치학, 사회학, 인류학 학사[1]
- 영국 서리 대학교 국제호텔경영 석사[1]

## 정치 경력

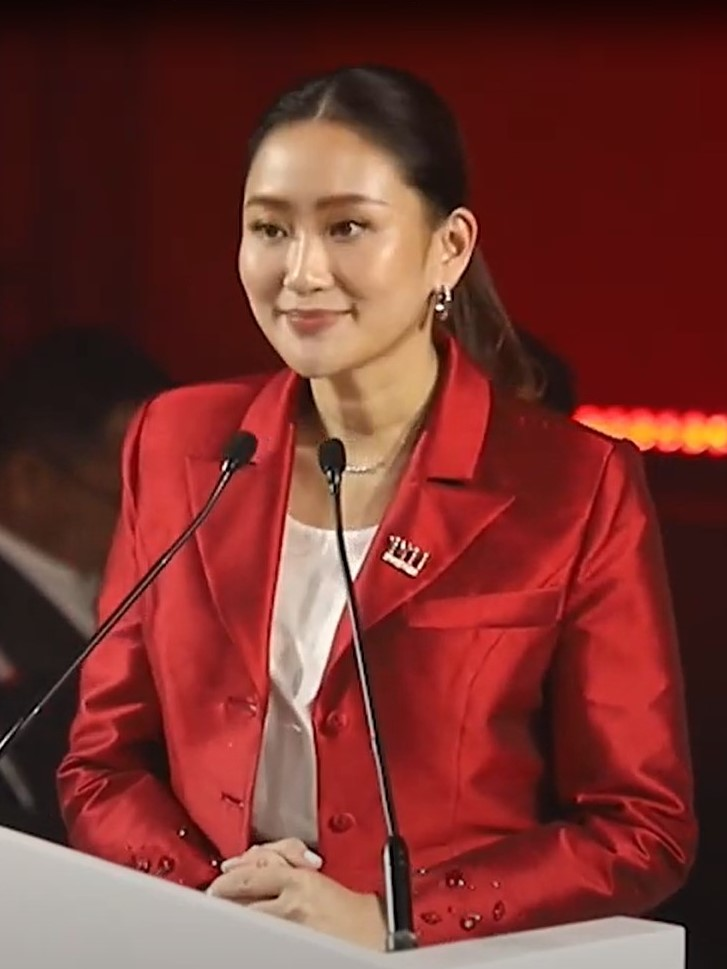
프아타이당 대표로 선출된 후 연설하는 모습 (2022년 3월)

2022년 3월 20일 프아타이당 회의에서 대표로 선출되었다. 그는 2022년 4월 당 연례 총회에서 태국 정권 교체를 보고 싶고, 태국 총리 자리에 오르기 전 더 많은 경험을 쌓고 싶다고 연설하였다. 여론 조사에서 파에통탄은 총리 후보로 선두를 달렸다. 2023년 4월, 세타 타이신, 차이카셈 니티시리와 함께 2023년 총선의 푸타이당 총리 후보 3인 중 한 명으로 공식 지명되었다.
2023년 9월부터 국가소프트파워전략위원회 부위원장으로도 활동했다. 2024년 1월, 패통탄은 자국의 소프트파워를 증진할 수 있는 수단 중의 하나로 무에타이의 세계화를 꼽았다. 패통탄은 "올림픽에서 태국을 대표하는 무에타이 선수들을 응원할 기회가 올 것"이라며 태국 무술 무에타이의 올림픽 종목 채택에 대한 열망을 표출하기도 했다.
2024년 8월 14일, 태국 헌법재판소가 전임 총리였던 세타 타위신의 부패 인사 장관 임명은 위헌이라며 해임을 결정하자, 그의 후임자로 패통탄이 지명되었다. 여당 연합의 다른 정당에서 대체 후보를 지명하지 않아, 8월 16일 태국 하원 총리 선출 투표에서 프아타이당 연립정부 정당의 단독 후보로 지명되어 과반 득표에 성공했다.

## 정치적 입장

### 사회 문제
대부분의 문제에 대해 사회적으로 자유주의적인 입장을 취한다. 성소수자 사회를 지지하고 2023년 태국 전진당의 피타 림짜른랏과 함께 방콕 프라이드 퍼레이드에 참석하였다. 또한 헌법 개정과 군 징집 제도 폐지를 지지한다. 하지만 태국의 왕실 모독법 개정에는 반대 입장을 갖고 있다. 그뿐만 아니라, 소속당과 마찬가지로 마약 통제와 기타 범죄에 대한 더 강경한 조치를 지지한다.

### 경제
2023년, 언론과의 인터뷰에서 자신을 '사회적 자유주의적 자본주의자'라고 칭했는데, 최저임금을 점진적으로 인상하고 10,000฿의 '디지털 지갑' 계획을 시행하는 것과 함께 '공감과 함께 하는 자본주의'를 지지한다. 2024년 5월에는 프아타이당 본부에서 열린 행사에서 당원들에게 "태국 은행을 정부로부터 독립시키는 법은 문제인 것이며 경제 문제를 해결하는 데 있어 중대한 장애물"이라고 말하기도 했다.